# IFA (entreprise)
Pour les articles homonymes, voir IFA.
Industrieverband Fahrzeugbau (Association industrielle pour la construction de véhicules), généralement abrégé en IFA, était un conglomérat d'État et une union d'entreprises de construction automobile en Allemagne de l'Est.
IFA était formé de Kombinate, entreprises contrôlées par l'État communiste reprenant les entreprises d'avant-guerre, privatisées. Le conglomérat a produit des bicyclettes, des motos, des véhicules utilitaires légers, des automobiles, des camionnettes et des poids lourds. Tous les constructeurs automobiles est-allemands en faisaient partie, dont Barkas (en), EMW (qui fabriquait des Wartburg), IWL (en), MZ, Multicar (en), Robur (en), Sachsenring (qui fabriquait les Trabant) et Simson.

## Production

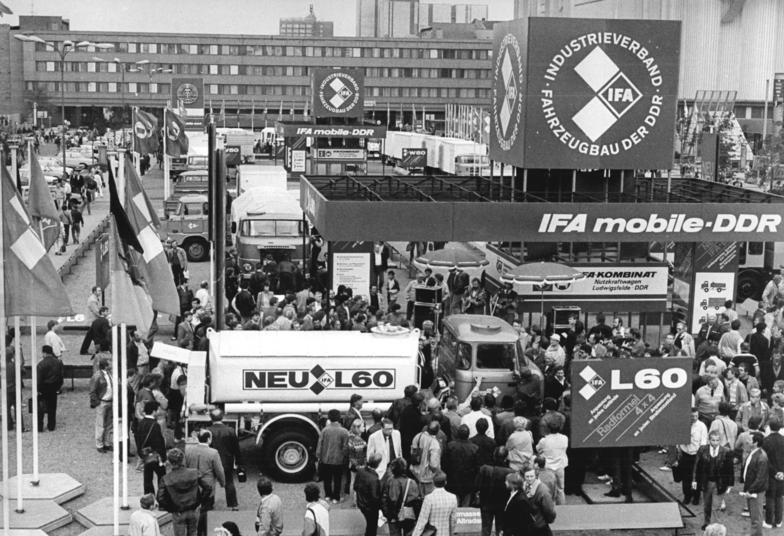
L'IFA à la Foire de Leipzig en 1986.

Les voitures IFA étaient basées sur des modèles DKW d'avant-guerre et fabriquées dans l'ancienne usine Horch à Zwickau. La F8 avait un moteur bicylindre de 684 cm3, la F9 un tricylindre de 804 cm3. Les carrosseries F8 étaient des copies conformes de modèles d'avant-guerre, sauf certaines plus modernes de Baur de Stuttgart, alors en Allemagne de l'Ouest. Les voitures à moteur tricylindre (F9) n'étaient pas entrées en production avant le déclenchement de la guerre en 1939, et avaient donc des carrosseries plus modernes similaires aux DKW ouest-allemandes. Plus de 26 000 F8 et 30 000 F9 ont été construites. IWL a produit des camions W50 et L60 ainsi que des camions légers et des fourgonnettes Robur.
Le logo IFA est retiré des voitures en 1956, les F8 deviennent des Zwickau P70, et la F9 devient la Wartburg dont la production est transférée à Eisenach.

## Galerie de véhicules

### Deux-roues

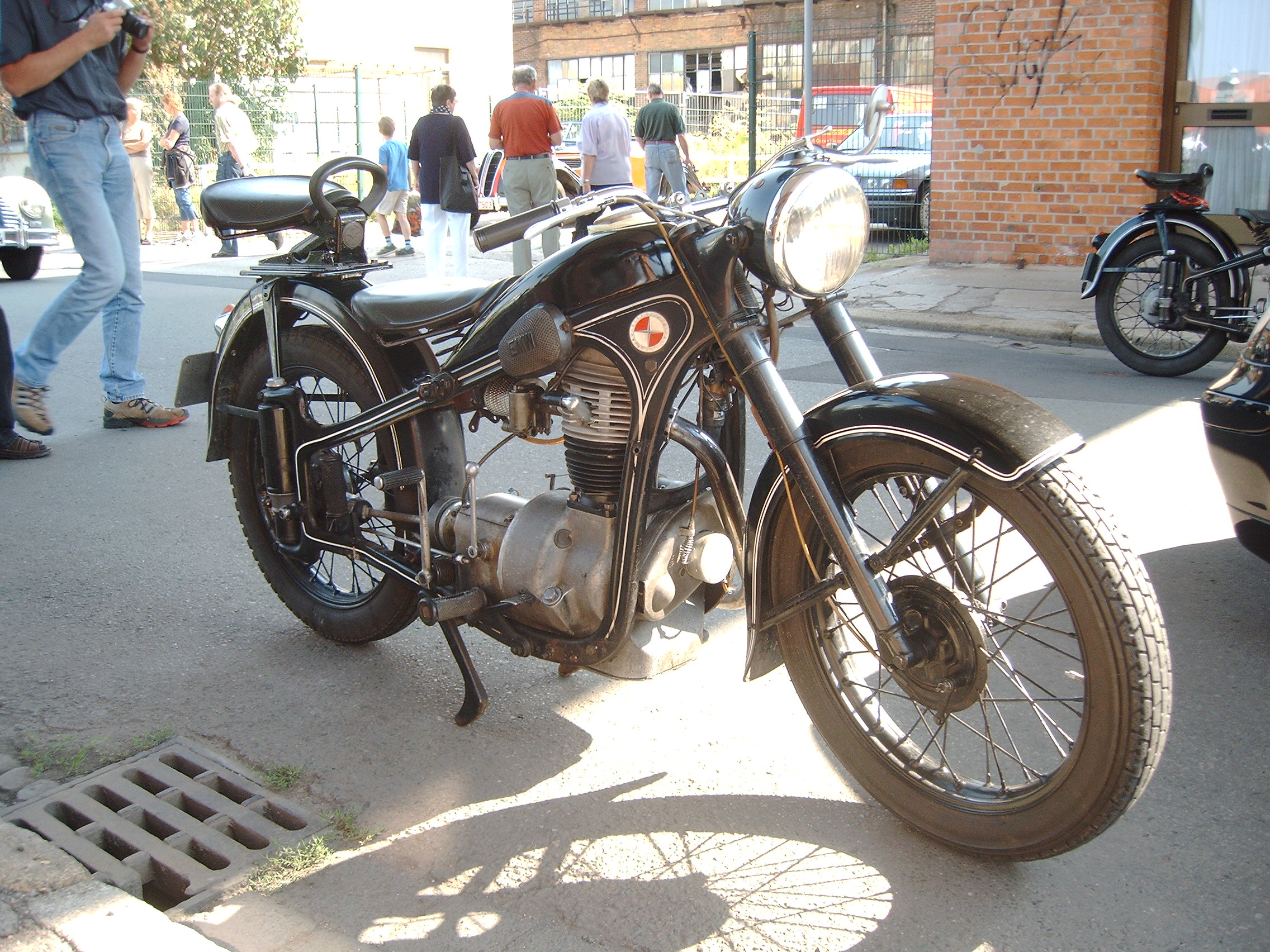
EMW R 35, 1951–55.
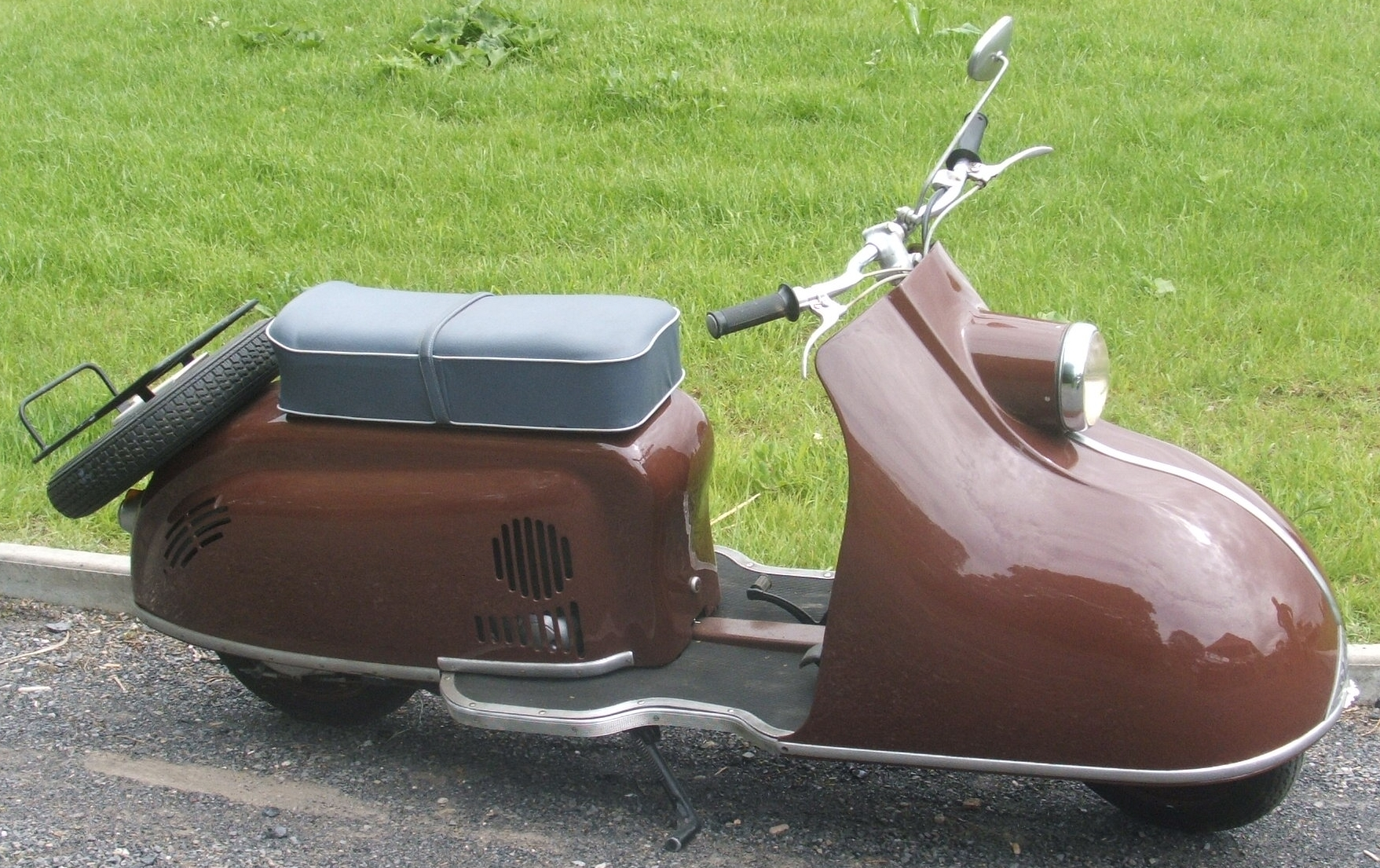
IWL Pitty, 1954–55.
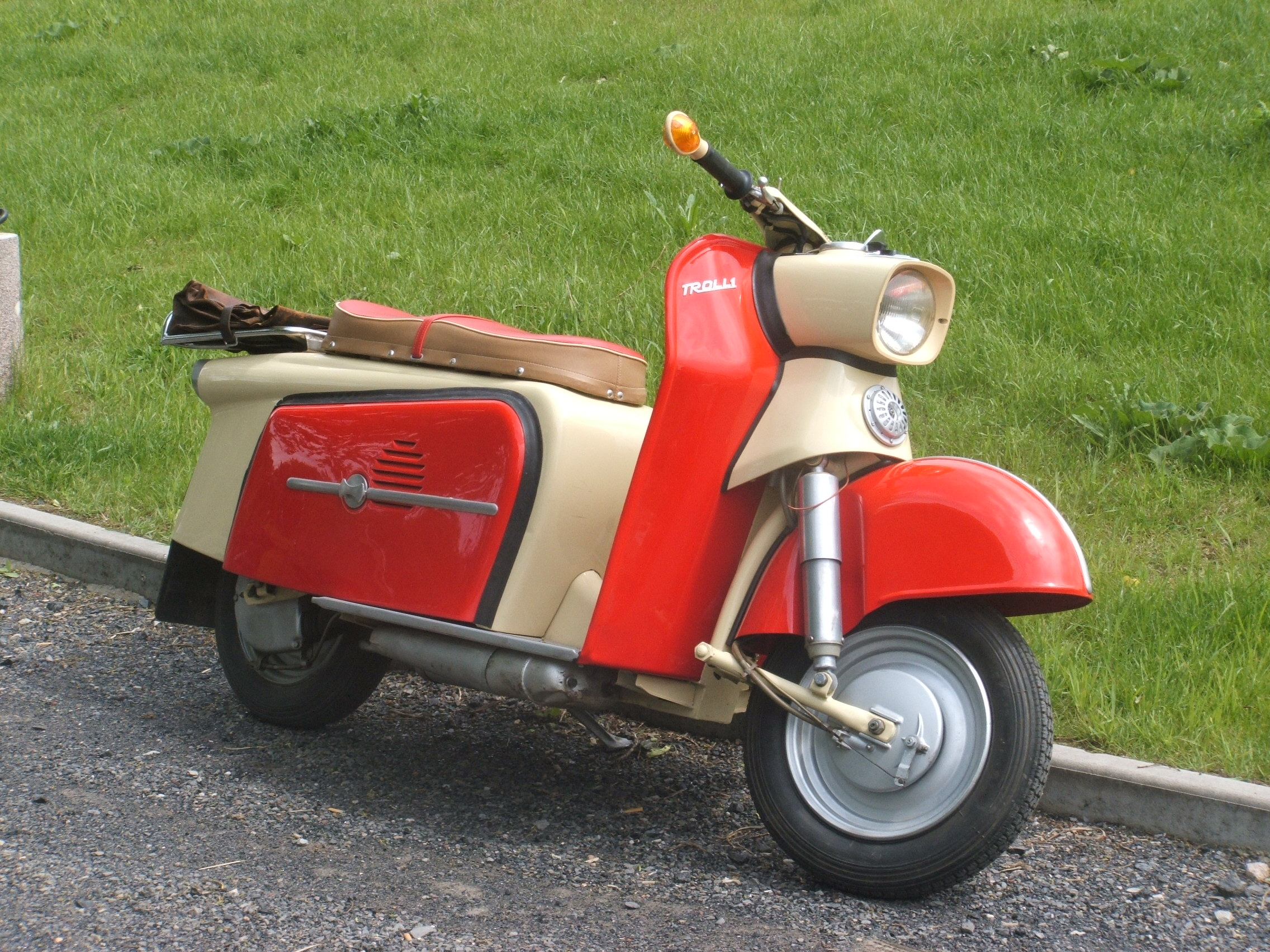
Industriewerke Ludwigsfelde TR 150 Troll 1, 1962–1965.
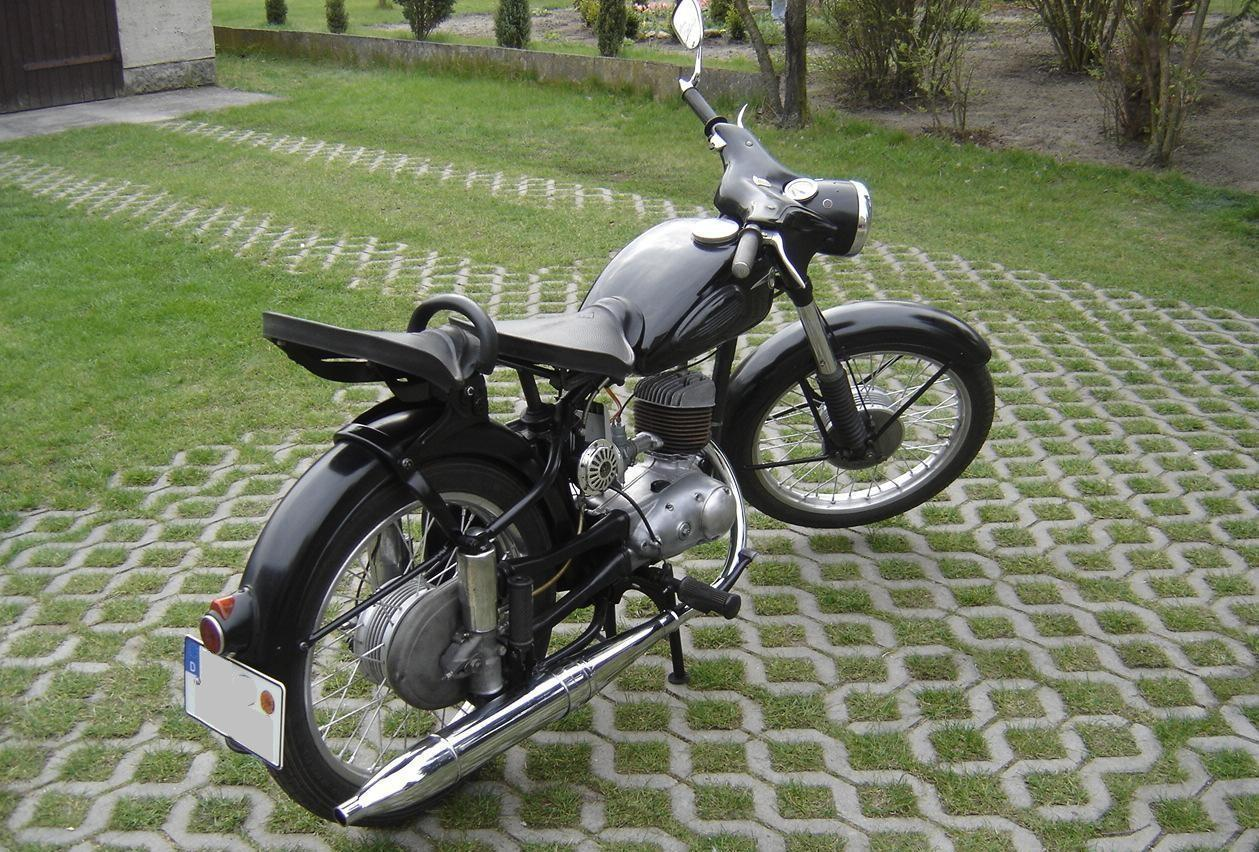
RT 125, 1959–1962.
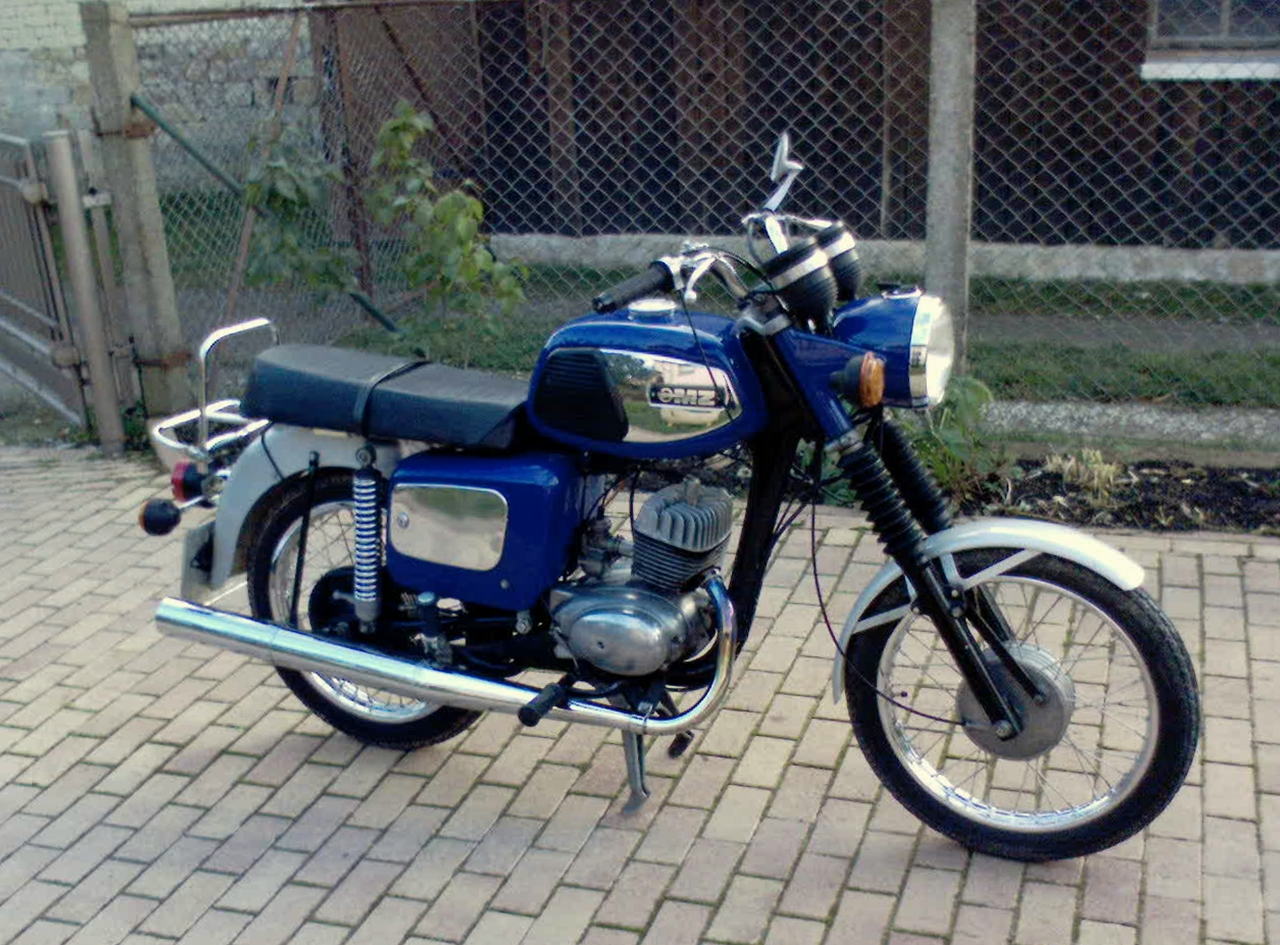
MZ TS 150 Luxus, 1973–1985.
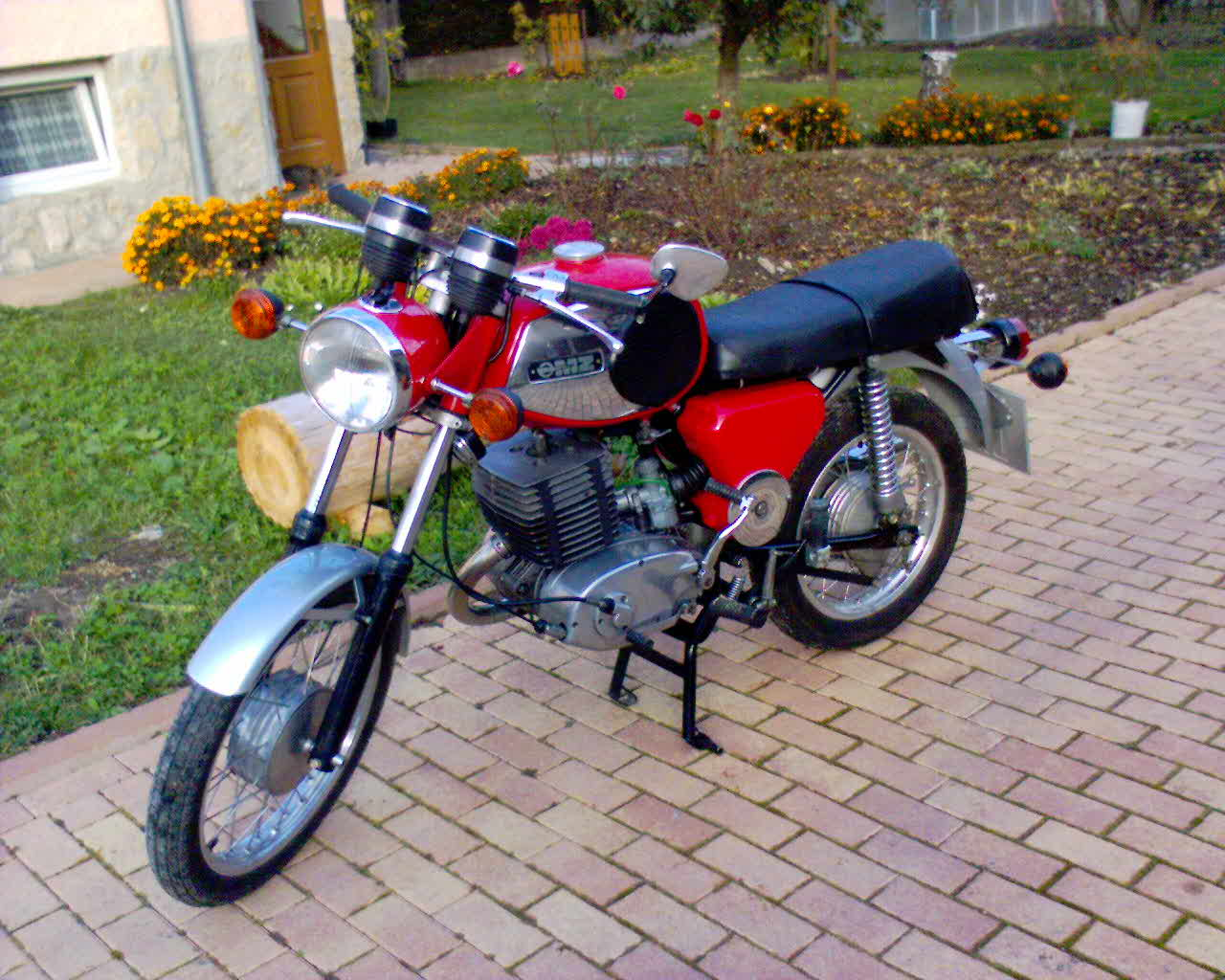
MZ TS 250/1 Luxus, 1976–1981.
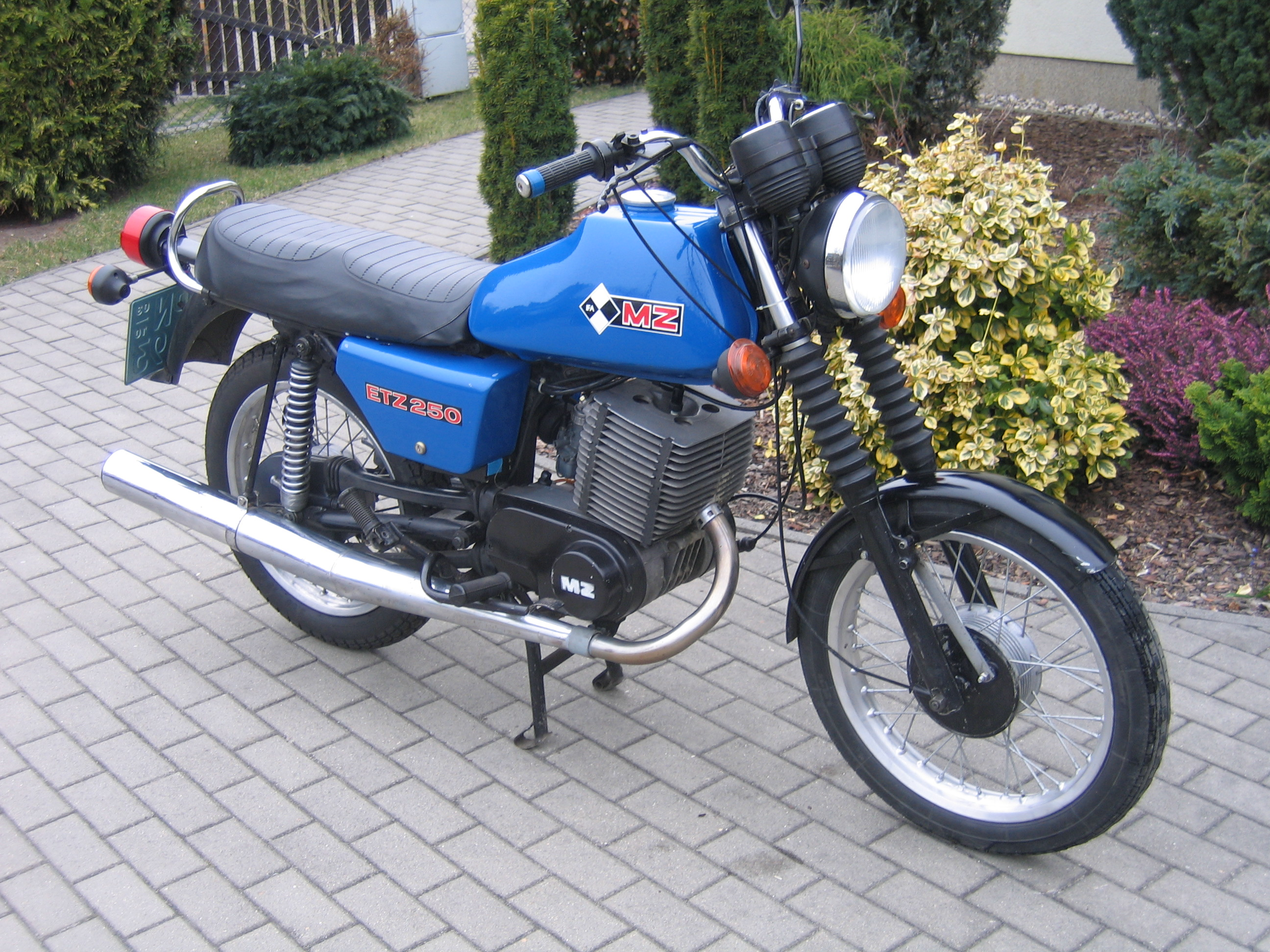
MZ ETZ 250.
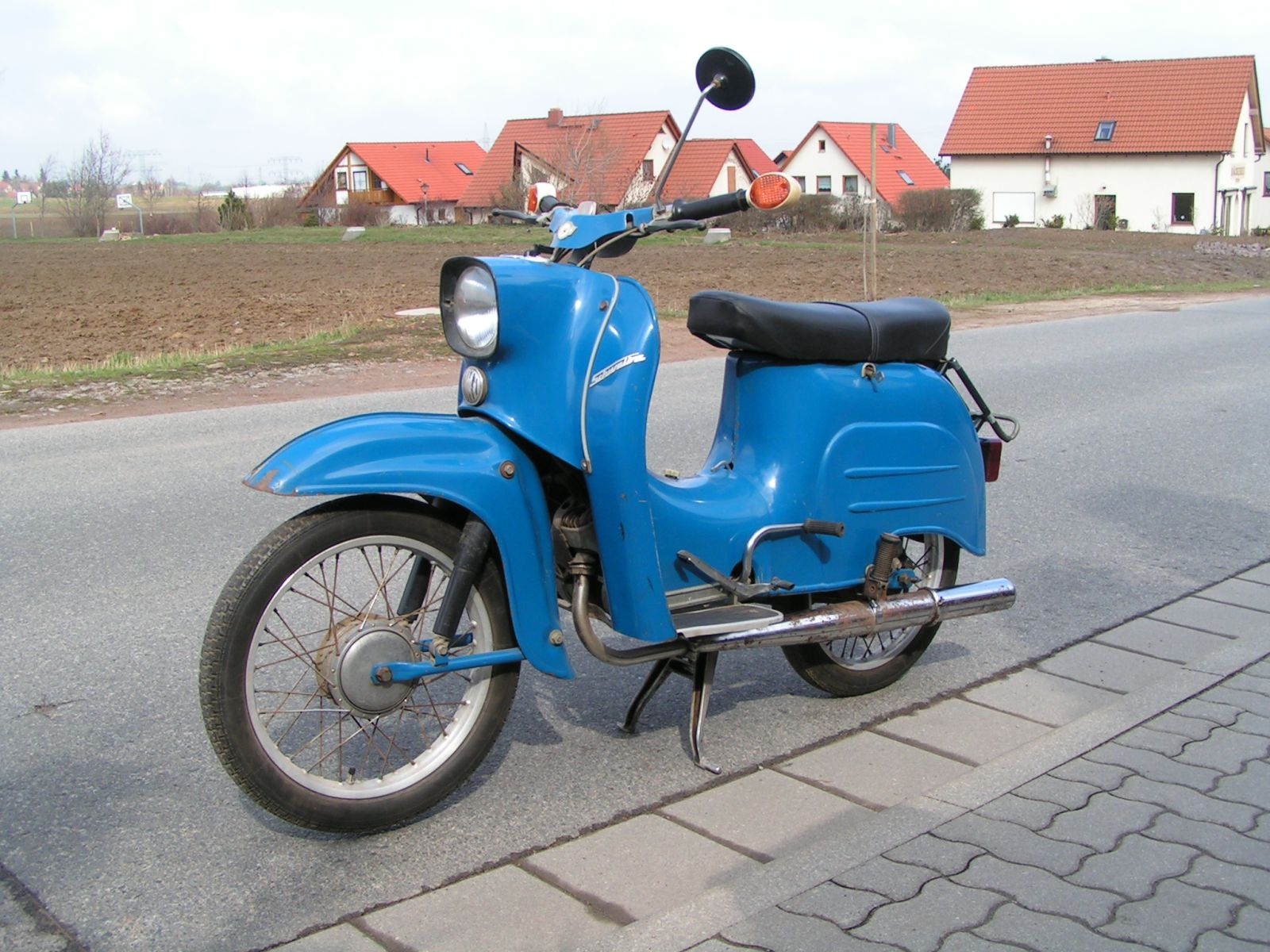
Simson Schwalbe.
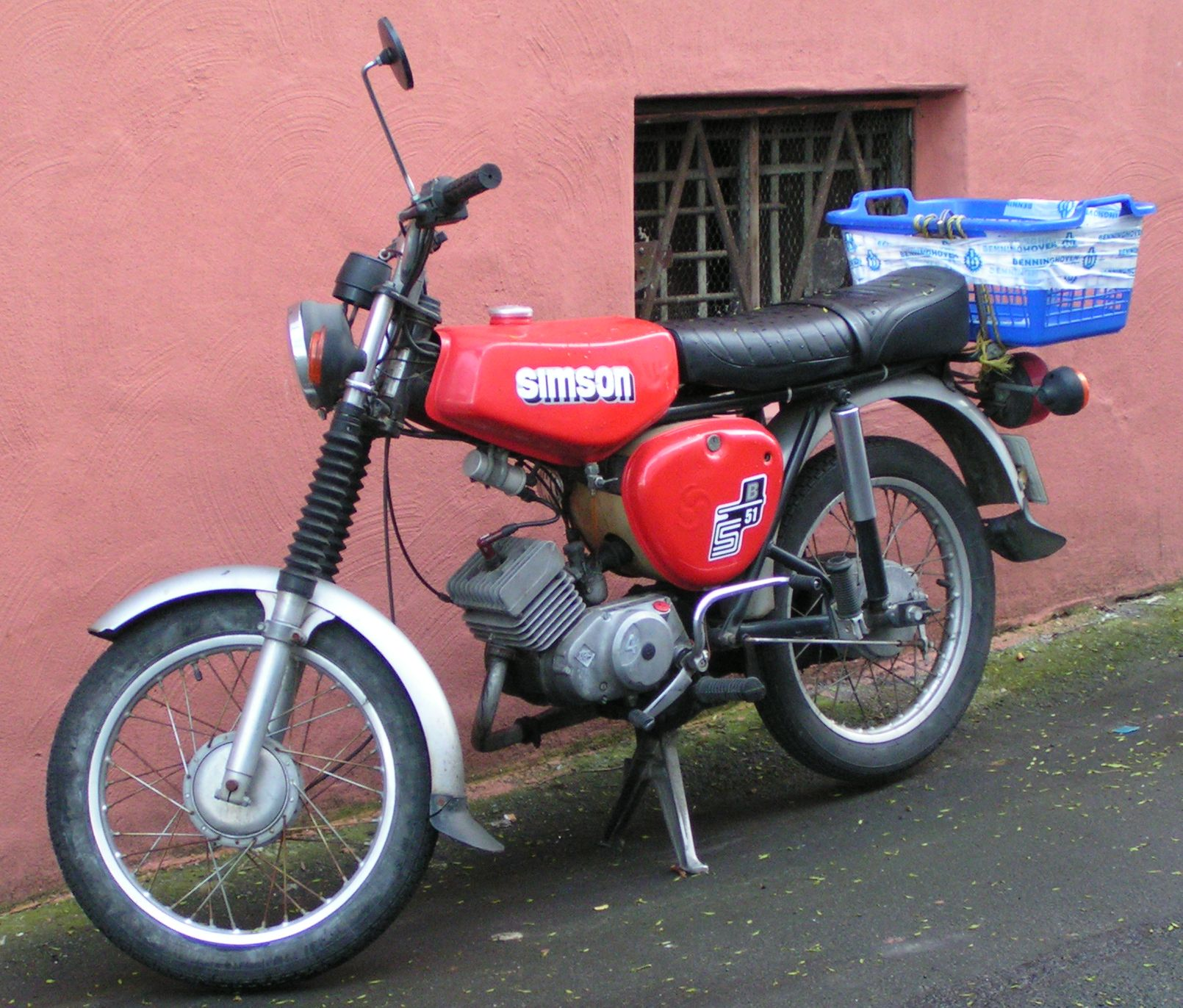
Simson S51.

### Voitures

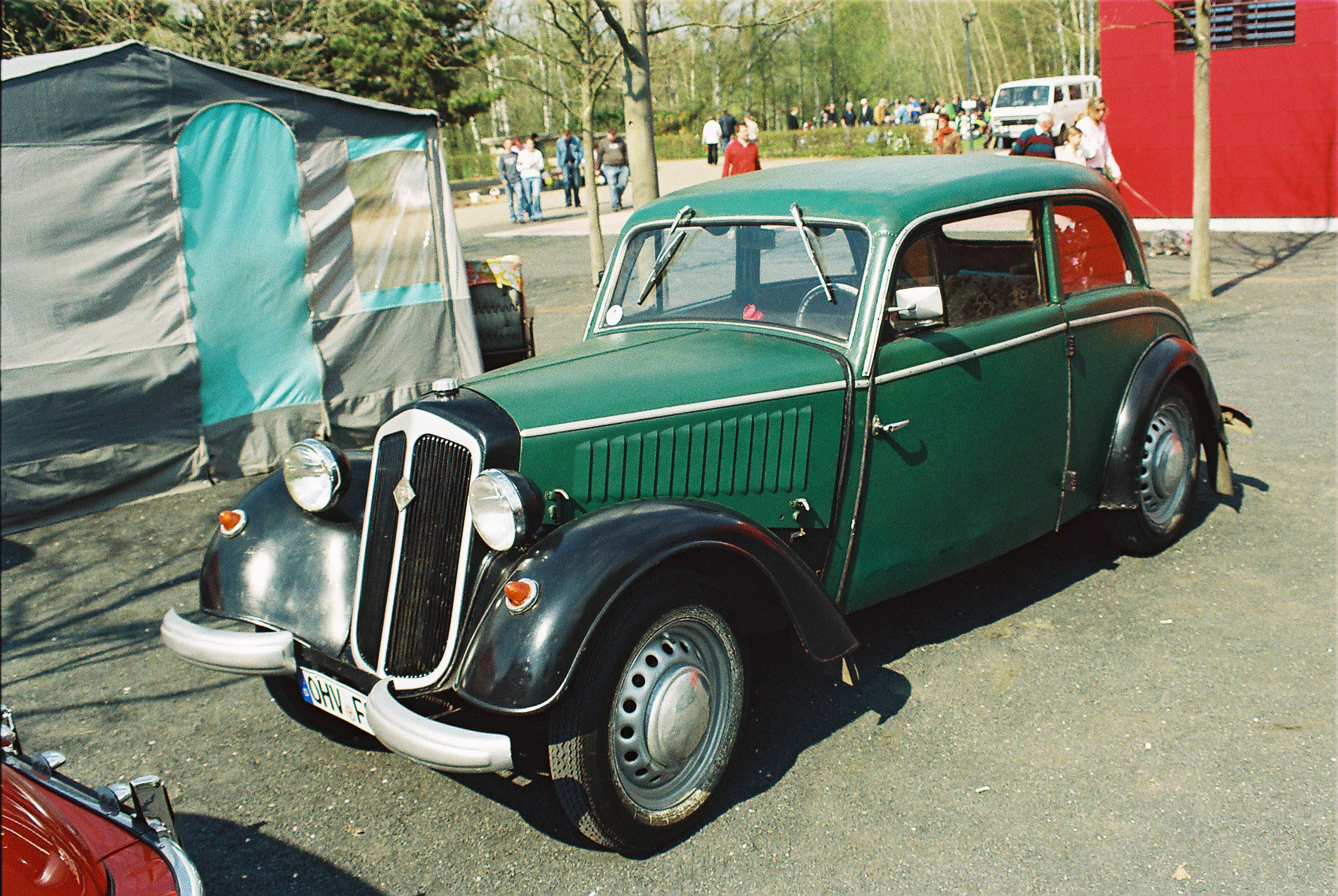
IFA F8.
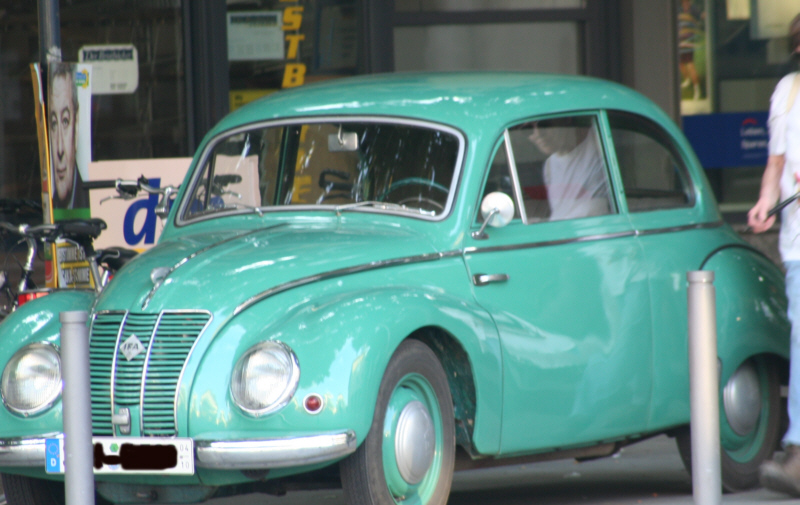
IFA F9.
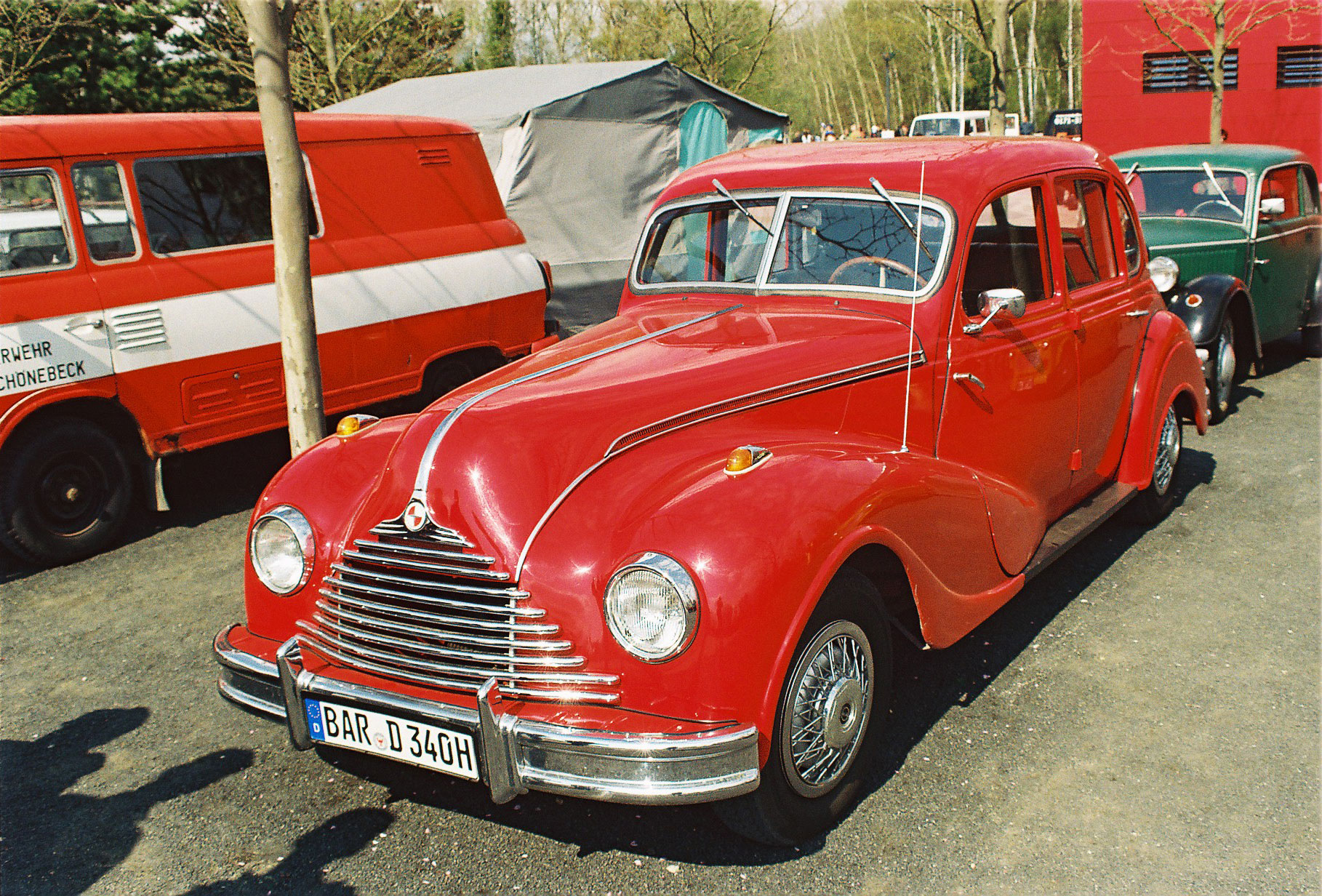
Limousine EMW 340.
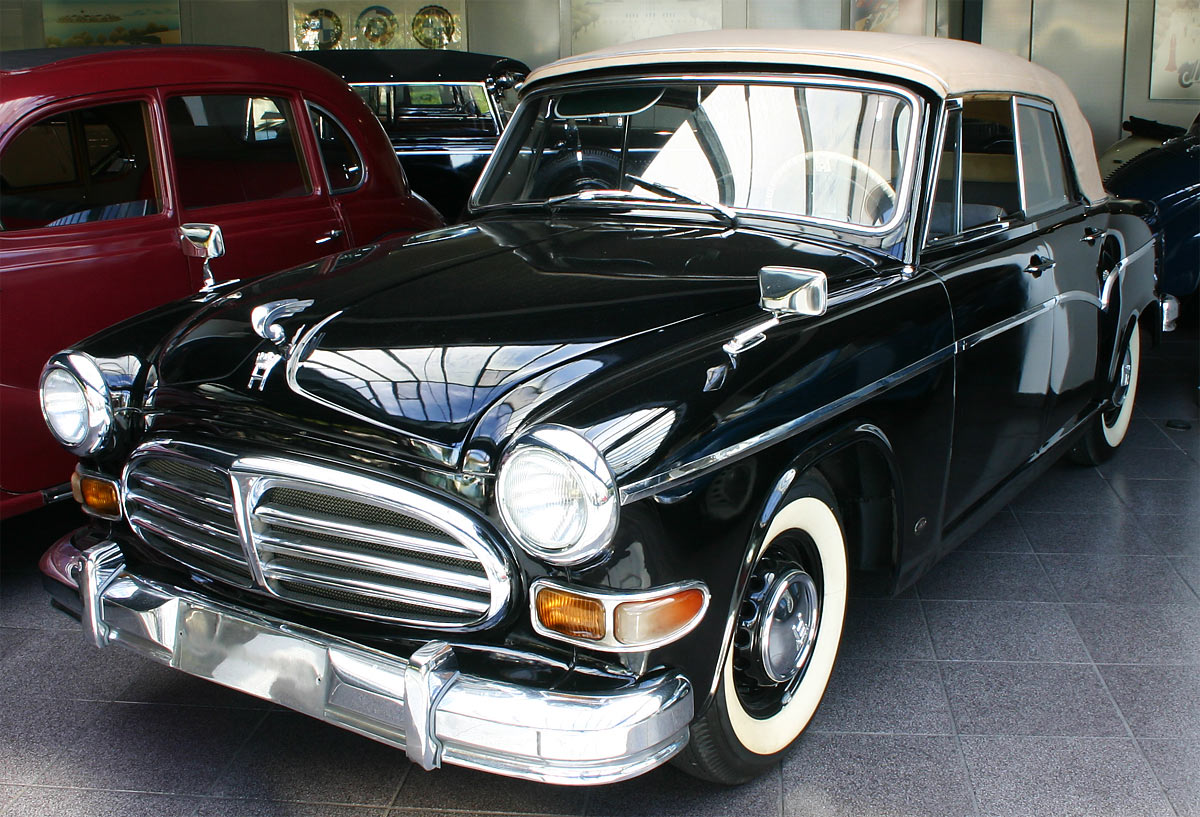
Sachsenring P240 cabriolet.
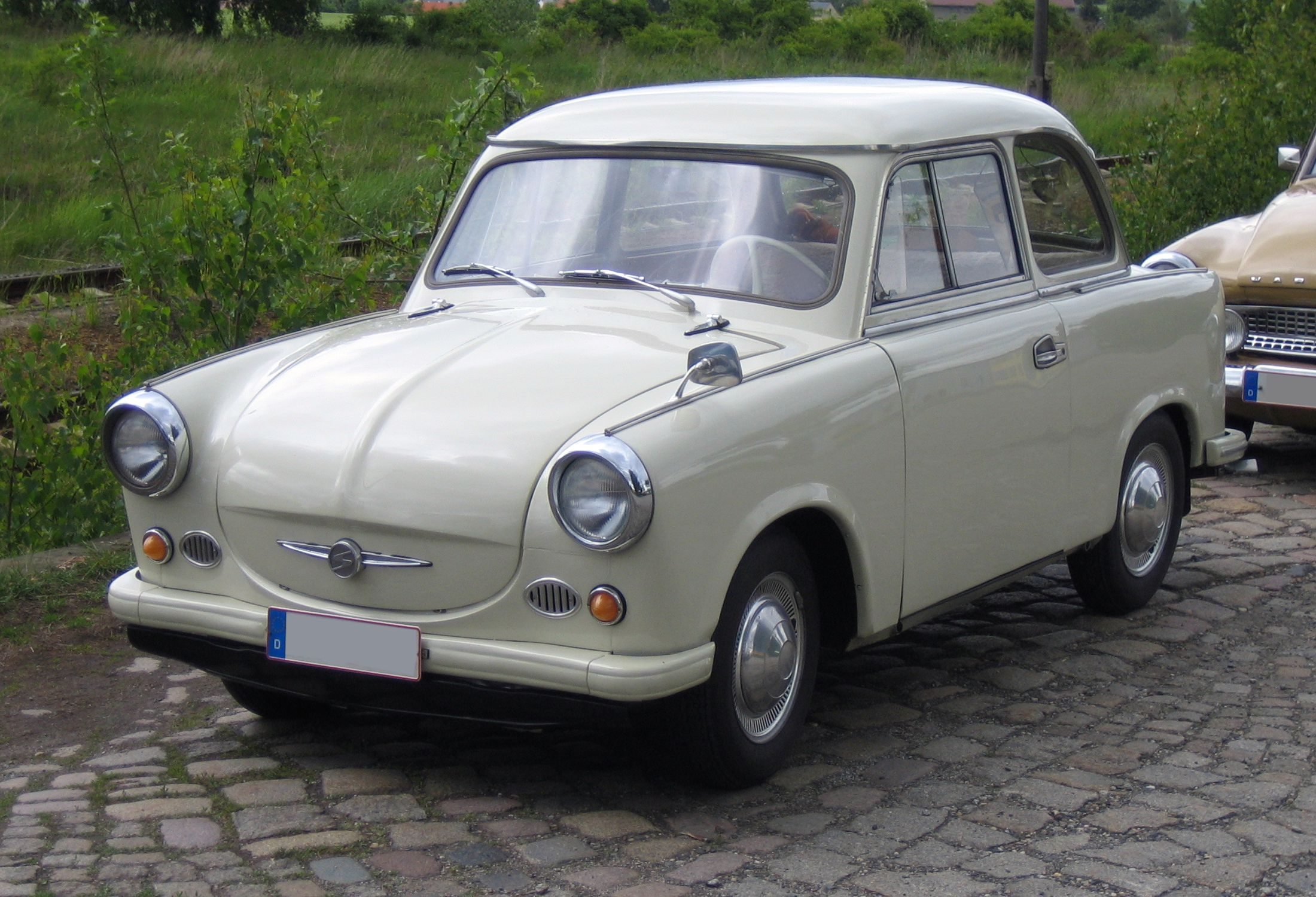
Trabant P50.
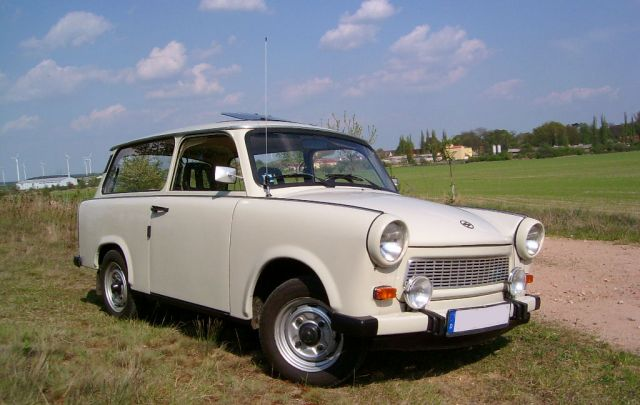
Trabant 601 S Universel.
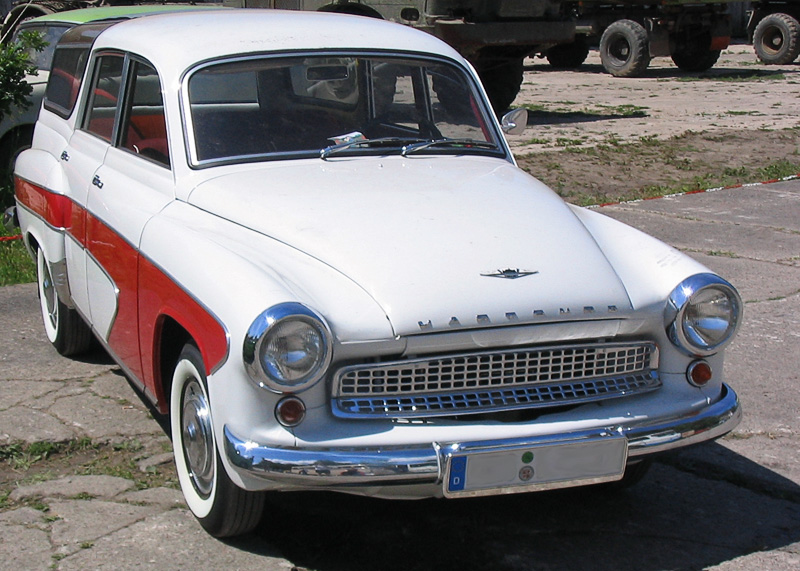
Wartburg 312 Camping.
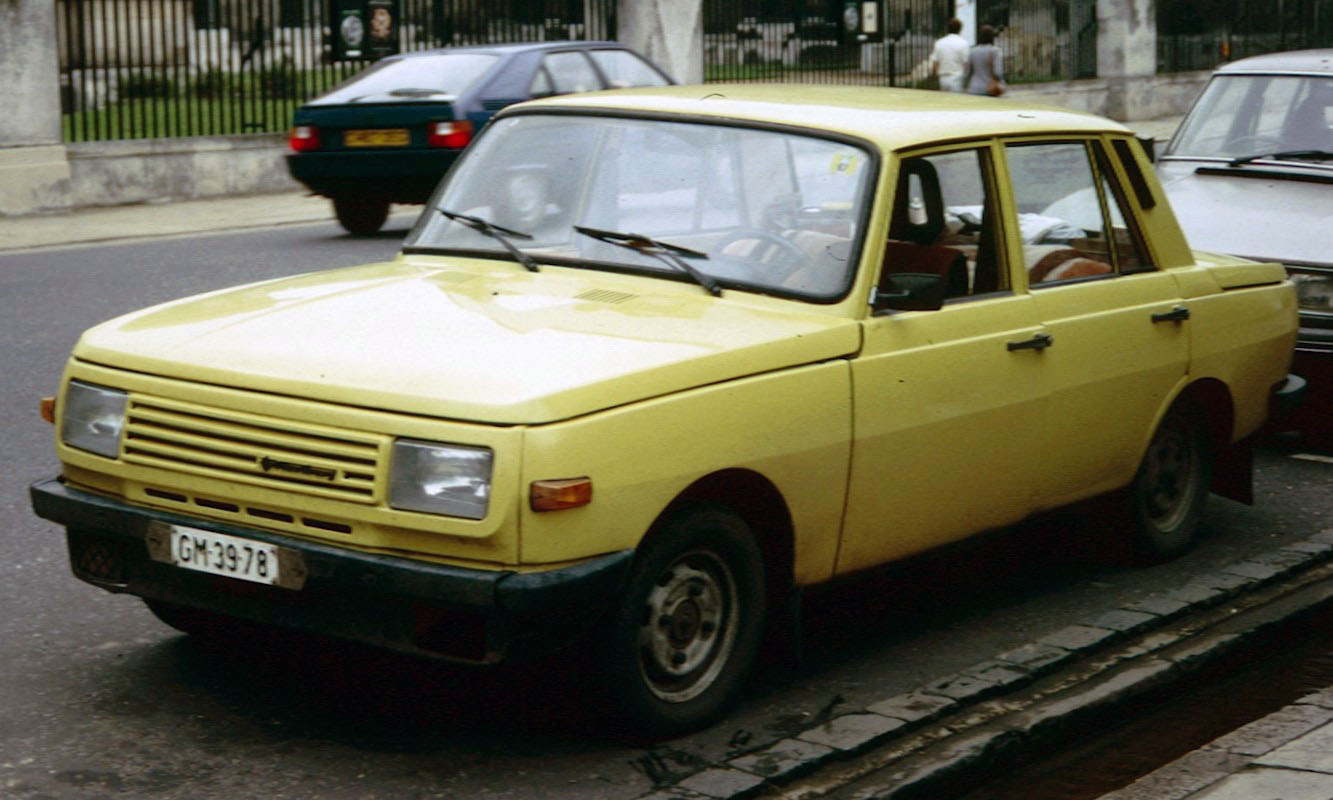
1985 Wartburg 353 berline.

### Transporteur et camions

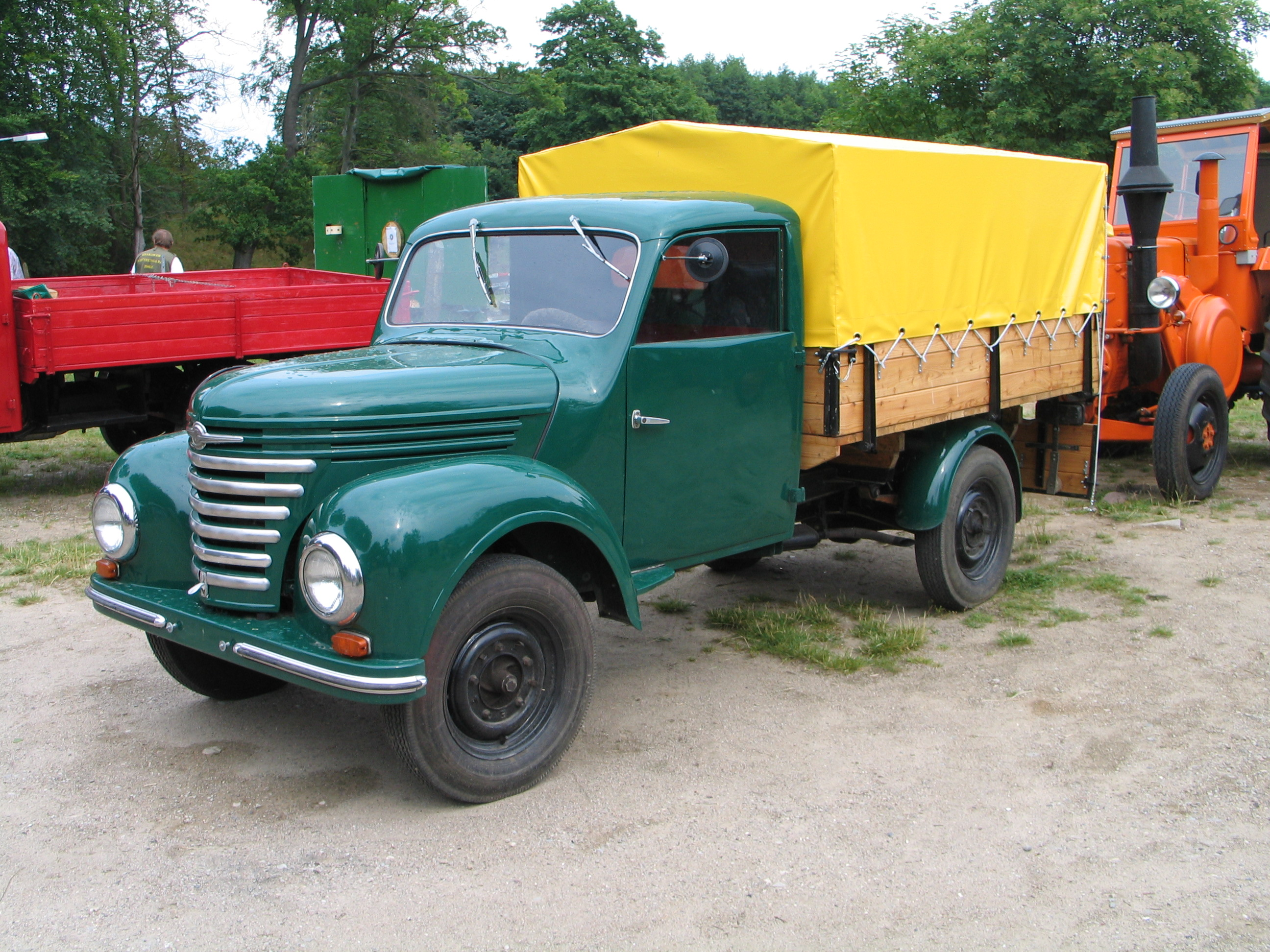
Framo.
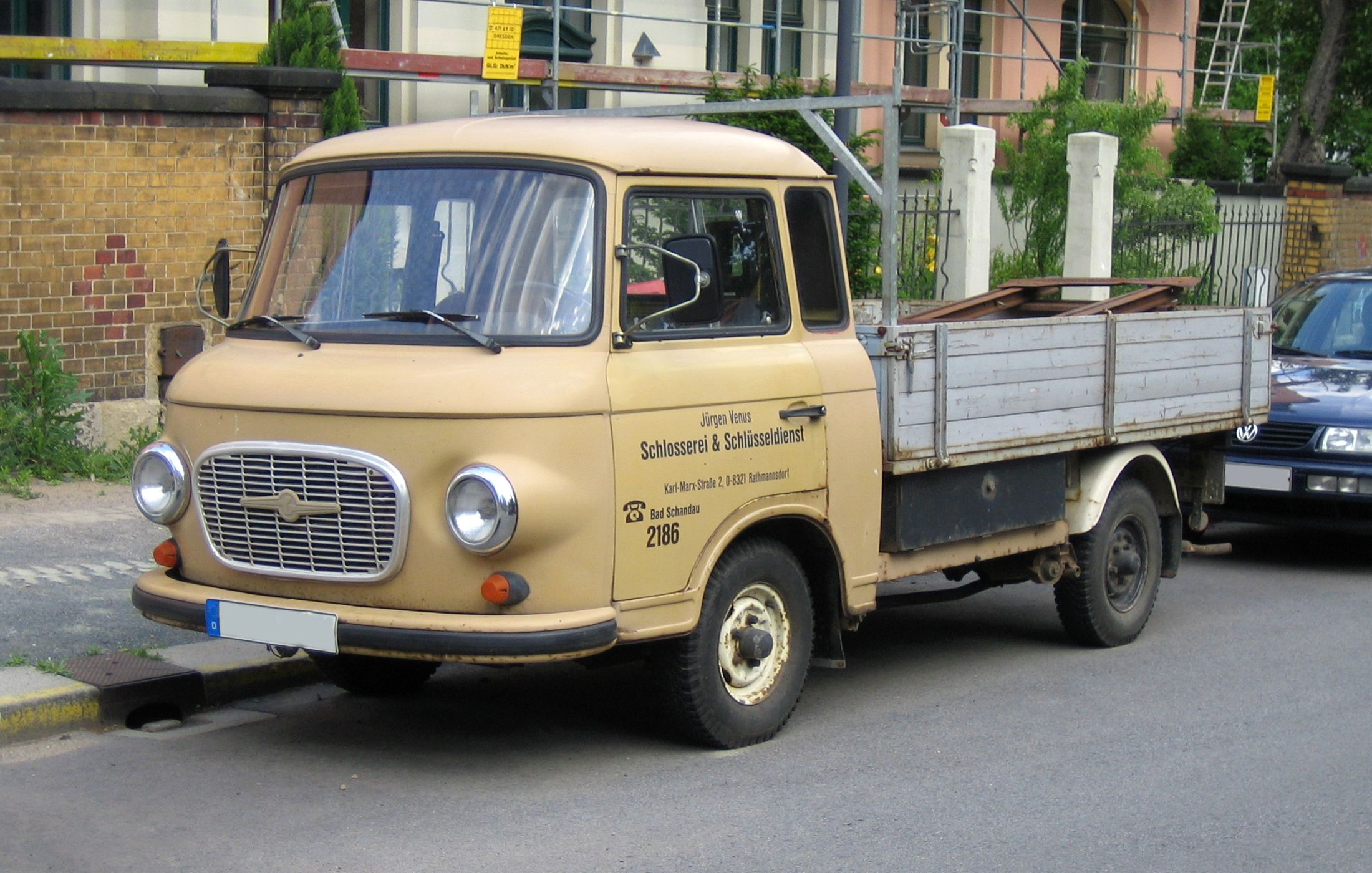
Camion plateau Barkas B1000.
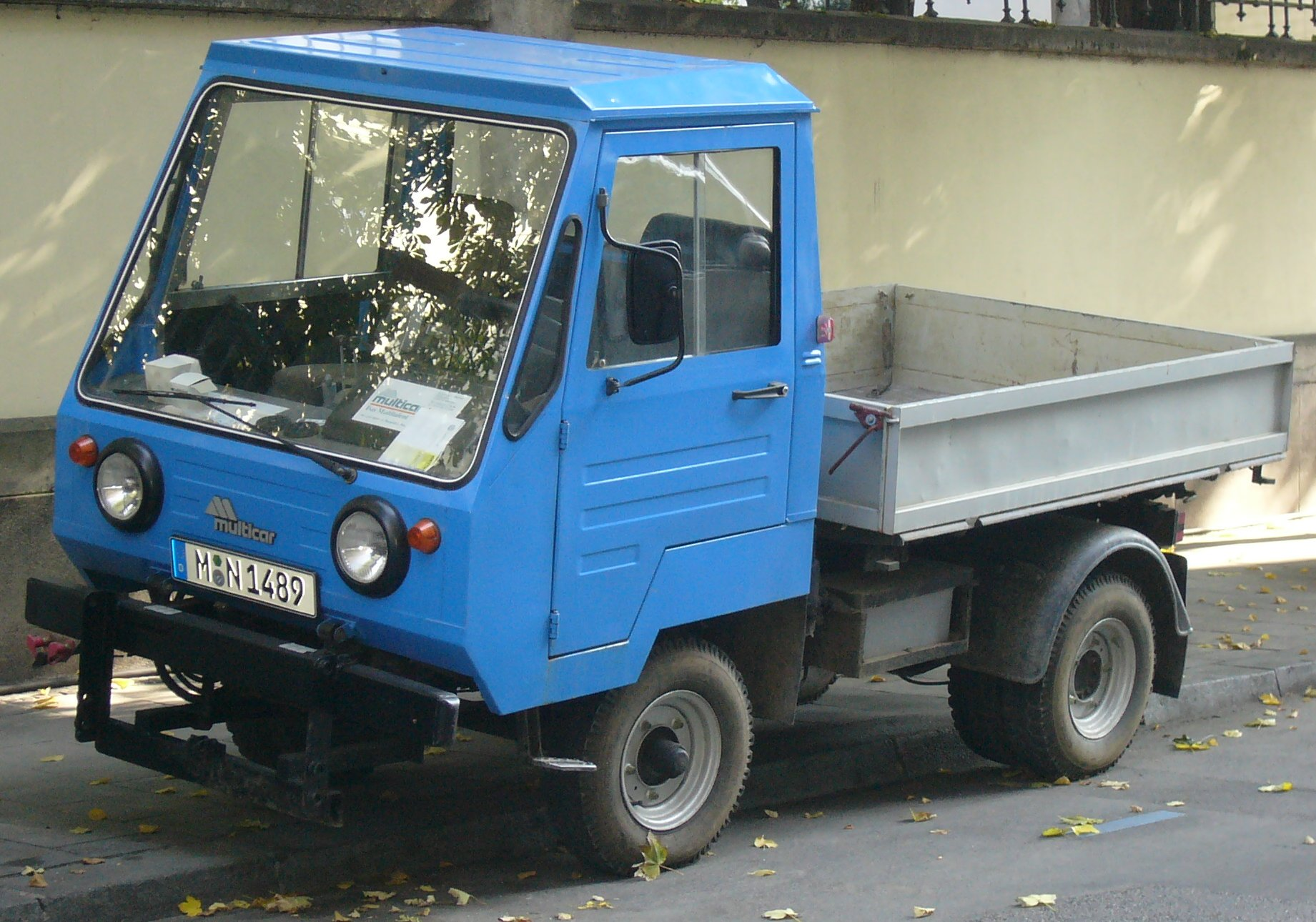
Multicar M 25.
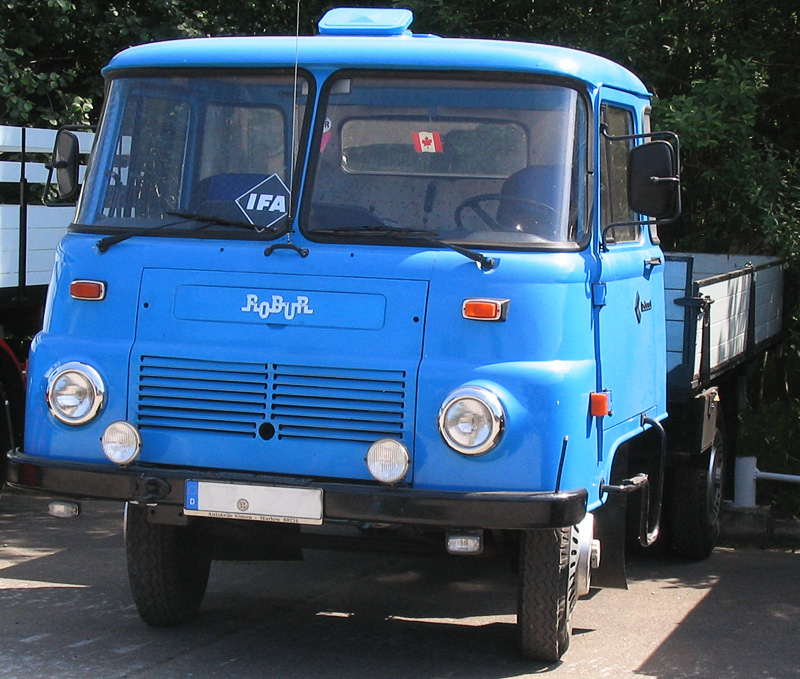
Robur (en) LD 3000.
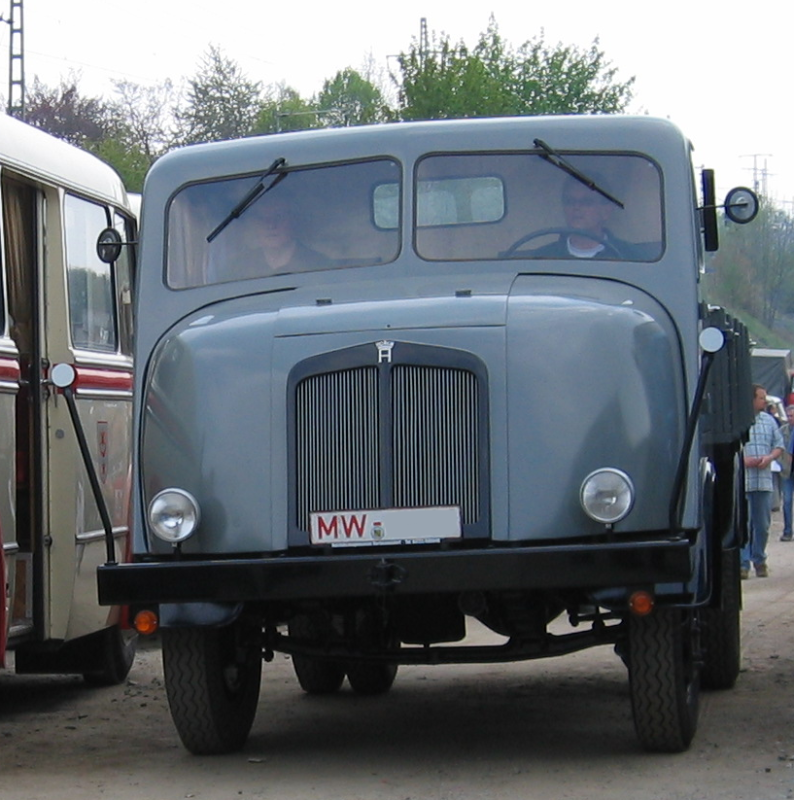
IFA H3.
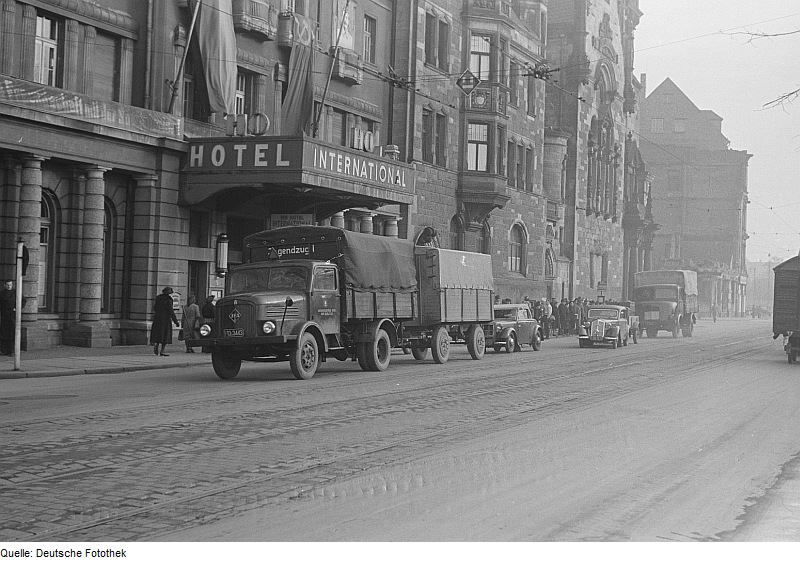
IFA H3A.
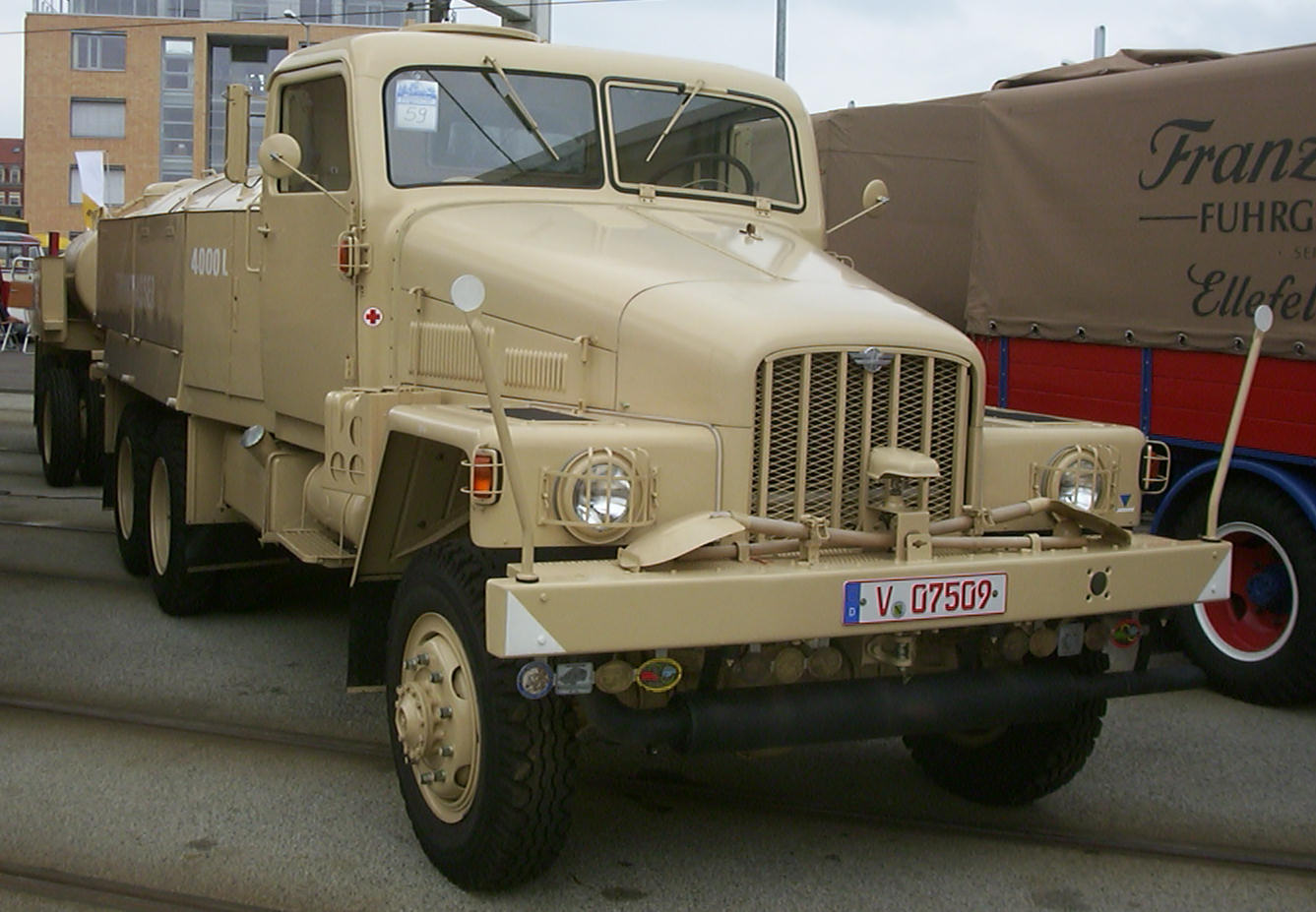
IFA G5.
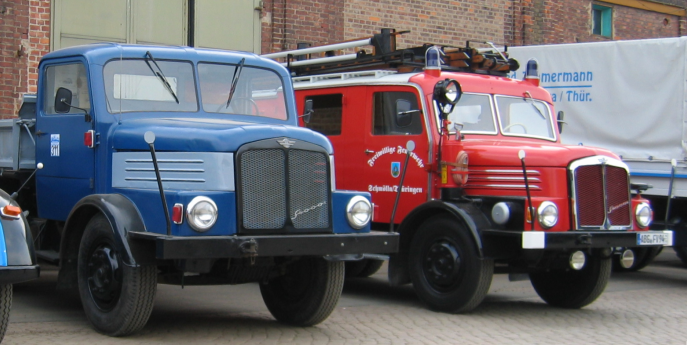
IFA S4000.
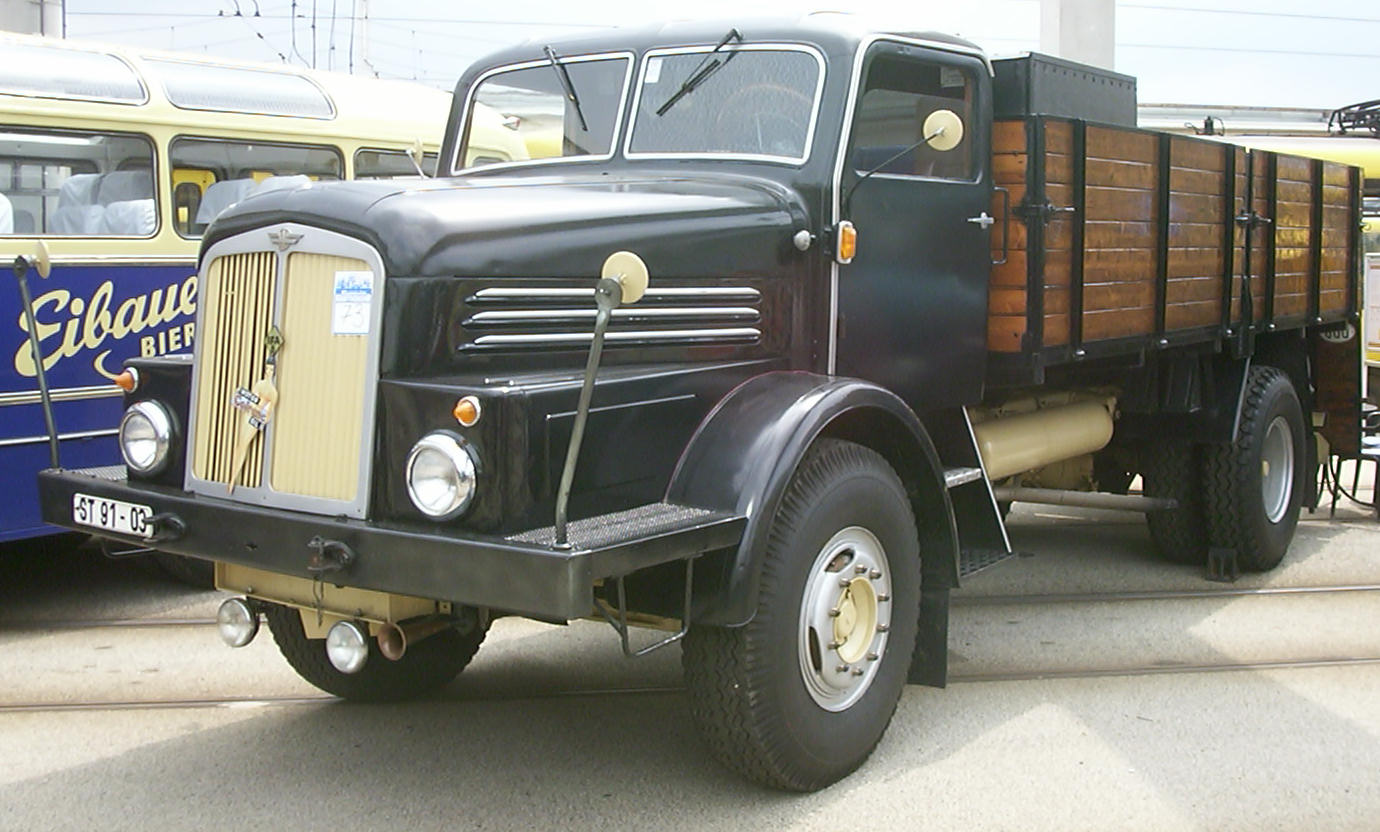
IFA H6.
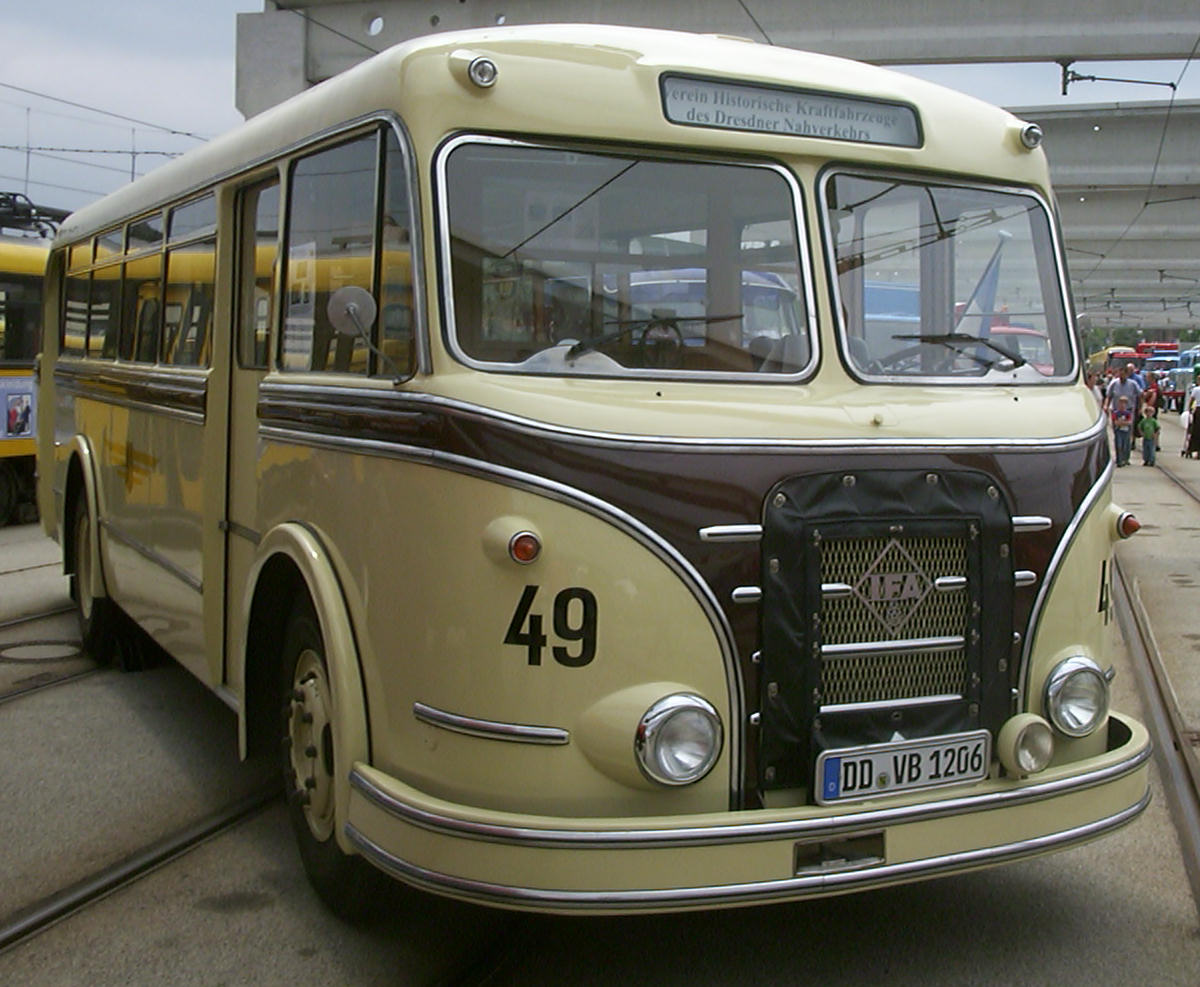
Autobus IFA H6.
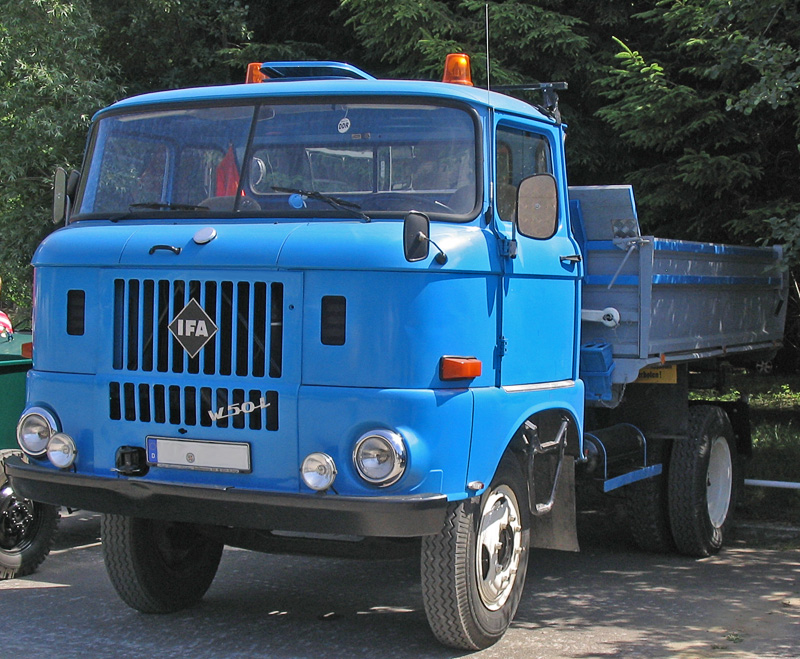
IFA W 50.
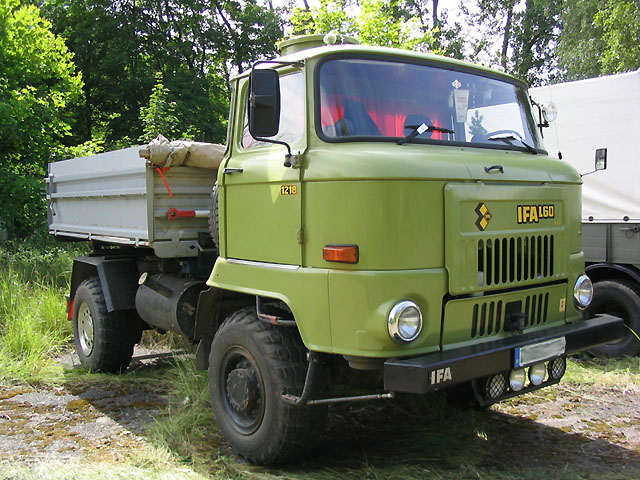
IFA L 60.